# Lukas Dauser
Lukas Dauser (Unterhaching, 15 de junio de 1993) es un deportista alemán que compite en gimnasia artística, especialista en la prueba de barras paralelas.
Participó en dos Juegos Olímpicos de Verano, obteniendo una medalla de plata en Tokio 2020, en la prueba de barras paralelas, y el séptimo lugar en Río de Janeiro 2016, en el concurso por equipos.
Ganó dos medallas en el Campeonato Mundial de Gimnasia Artística, en los años 2022 y 2023, y dos medallas en el Campeonato Europeo de Gimnasia Artística, plata en 2017 y bronce en 2021.

## Palmarés internacional
| Juegos Olímpicos   | Juegos Olímpicos        | Juegos Olímpicos  | Juegos Olímpicos |
| Año                | Lugar                   | Medalla           | Prueba           |
| ------------------ | ----------------------- | ----------------- | ---------------- |
| 2020               | Tokio (Japón)           | Medalla de plata  | Paralelas        |
| Campeonato Mundial |                         |                   |                  |
| Año                | Lugar                   | Medalla           | Prueba           |
| 2022               | Liverpool (Reino Unido) | Medalla de plata  | Paralelas        |
| 2023               | Amberes (Bélgica)       | Medalla de oro    | Paralelas        |
| Campeonato Europeo |                         |                   |                  |
| Año                | Lugar                   | Medalla           | Prueba           |
| 2017               | Cluj-Napoca (Rumania)   | Medalla de plata  | Paralelas        |
| 2021               | Basilea (Suiza)         | Medalla de bronce | Paralelas        |